# Ишкинин, Гильман Гирфанович
Гильман Гирфанович Ишкинин (26 января 1965 года, д. Идяш — 5 февраля 2011 года) — башкирский поэт.

## Биография
Гильман Гирфанович Ишкинин родился 26 января 1965 года в деревне Идяш Зианчуринского района БАССР.
Окончил Стерлитамакский государственный пединститут.
Писал лирические стихотворения верлибрами. Первым его изданным сборником поэзии был «Ямаулыҡтар» («Заплатки»).
В 2002 году на фестивале поэзии в городе Белебей Гильман Гирфанович занял первое место.
Погиб в автомобильной аварии по пути домой, в Зианчуринский район РБ, возле деревни Туембетово 5 февраля 2011 года.

## Произведения
Ишкинин Ғ.Ҡалҡаным бул!// Шаңдау; шиғырҙар йыйынтығы.- Өфө:Китап, 1997.
Ишкинин Ғ.Мин ҡомары ташҡан бер һунарсы//Ағизел.- 2004.- № 11.
Ишкинин Ғ. Ямаулыҡтар: шиғырҙар.- Өфө: Китап, 2007.- 224.